# Eugène Léon L'Hoëst
Eugène Léon Lhoes, connu sous le nom d'Eugène Léon L'Hoëst, né à Paris le 12 juillet 1874 et mort le 24 décembre 1937 dans la même ville, est un sculpteur français.
Il est l'une des figures de la sculpture orientaliste.

## Biographie
Eugène Léon L'Hoëst naît le 12 juillet 1874 dans le 2e arrondissement de Paris, d'un père wallon et d'une mère angevine. Il semble qu'il ait passé toute son enfance en Anjou, où il a travaillé pour le sculpteur Amédée Charron, dont il dégrossissait des statues d'anges et de Vierges.
Après ses études d'art à Angers, il s'installe à Paris, d'abord au 48, rue Descartes, puis plus tard au 114, rue de Vaugirard.
Présenté par le sculpteur angevin Jules Eugène Lenepveu, Eugène L'Hoëst entre le 7 novembre 1891 dans l'atelier du sculpteur Gabriel-Jules Thomas, alors professeur à l'École des beaux-arts de Paris. L'Hoëst y est admis à titre définitif en juillet 1895.
Gabriel-Jules Thomas, dans une note datant de janvier 1894, qualifie le jeune sculpteur de « très travailleur, bien doué et faisant de grands progrès ». Il semblerait qu'il ait travaillé par la suite avec le sculpteur Alfred-Désiré Lanson. 
Demeurant toujours à Paris, il a un atelier au 27, rue des Dames dans le 16e arrondissement, qu'il conservera jusqu'à la fin de sa vie.
Il participe pour la première fois au Salon de la Société des artistes français en 1893, en présentant le buste de Jegu, alors conseiller municipal à Angers. L'année suivante est consacrée à son service militaire et, en 1895, il présente au Salon l'œuvre intitulée Modestia pour laquelle il se voit attribuer une mention honorable. Il obtient en même temps le premier prix d'atelier de l'École des beaux-arts avec une œuvre intitulée Pro Patria.
En avril 1899, Eugène Léon L'Hoëst obtient le premier prix au concours Chenavard et continue à participer au Salon jusqu'à sa mort, se disant élève de Gabriel Thomas et Jean-Antoine Injalbert. Il y reçoit une médaille de troisième classe en 1900 et une médaille de seconde classe en 1912. Il participe aussi à l'Exposition universelle de 1900 à Paris. 
En 1906, Eugène Léon L'Hoëst obtient une bourse de voyage pour son groupe Idylle et son buste d'André de Joly, alors préfet de Nice. Il visite l'Italie, la Sicile, la Tunisie et l'Algérie d'où il rapporte son œuvre la plus populaire, Trois musiciens arabes, exposée au Salon de 1900. En 1908, il réalise pour la sépulture de Suarez, un monument dont il dirige l'exécution en pierre l'année suivante à Alexandrie, en Égypte. Il profite de cette occasion pour effectuer un voyage en Haute-Égypte et visiter Louxor, Assouan et le temple de Philae. Impressionné par ces voyages, L'Hoëst fait de la représentation des types physiques de l'Afrique du Nord son thème favori. 
En 1911, l'artiste présente au Salon de la Société des peintres orientalistes français, une dizaine de sculptures en plâtre ou en bronze à la cire perdue inspirées par l'Égypte et l'Algérie.
Eugène Léon L'Hoëst meurt le 24 décembre 1937 dans le 17e arrondissement de Paris.

## Œuvres
L'œuvre de L'Hoëst est constitué de nombreuses commandes parmi lesquelles La France héroïque, Hommage à l'Agriculture, le Monument de Grignon, le Monument aux morts de Pont-Audemer, le Monument aux morts de Vaires-sur-Marne, le Monument aux morts de la guerre de Loudun, ou encore le Monument à Marie Harel, créatrice du camembert, ou, La Fermière normande à Vimoutiers (1928), ainsi que des bustes de personnalités. Mais l'artiste est surtout connu pour ses sujets orientalistes, et plus particulièrement berbères et égyptiens, réalisées dans des matériaux divers. 
La fonderie Barbedienne édita en bronze quelques-unes des sculptures de l'artiste dont Trois Musiciens arabes, Nubien porteur de couffins, Bédouine au marché, Danseuse orientale, et Porteuse de Rebbia. Pierre Kjellberg cite encore du même fondeur, Fellah à la cruche et Bédouine en marche.   
La fonderie Susse édita, quant à elle, La Grande Caravane ou Famille Berbère revenant du marché. Quelques éditions en grès fin furent produites par la Manufacture nationale de Sèvres, comme Joueur de tam-tam et Joueurs de daba et de darbouka, édités en 1932 d'après les modèles achetés en 1911. 
Le musée des Beaux-Arts d'Angers conserve quelques peintures et une vingtaine de sculptures, dont Femme arabe vendant des oranges, Aveugle jouant de la lyre (1923), Vendeur d'eau, ainsi que deux pièces titrés Berger arabe et deux études de femmes arabes. 
Le musée d'Orsay à Paris conserve deux sculptures de l'artiste : Jeune Fellah porteuse d'eau (1910) et Porteur d'eau de Louqsor (1910), toutes deux exécutées au Caire.
À Constantine, le musée national Cirta conserve une sculpture en pierre intitulée Musiciens arabes (1924) et deux bronzes intitulés Désespérance et Le Retour du pêcheur, et le marbre Coquetterie de nymphe.

Œuvres d'Eugène Léon L'Hoëst
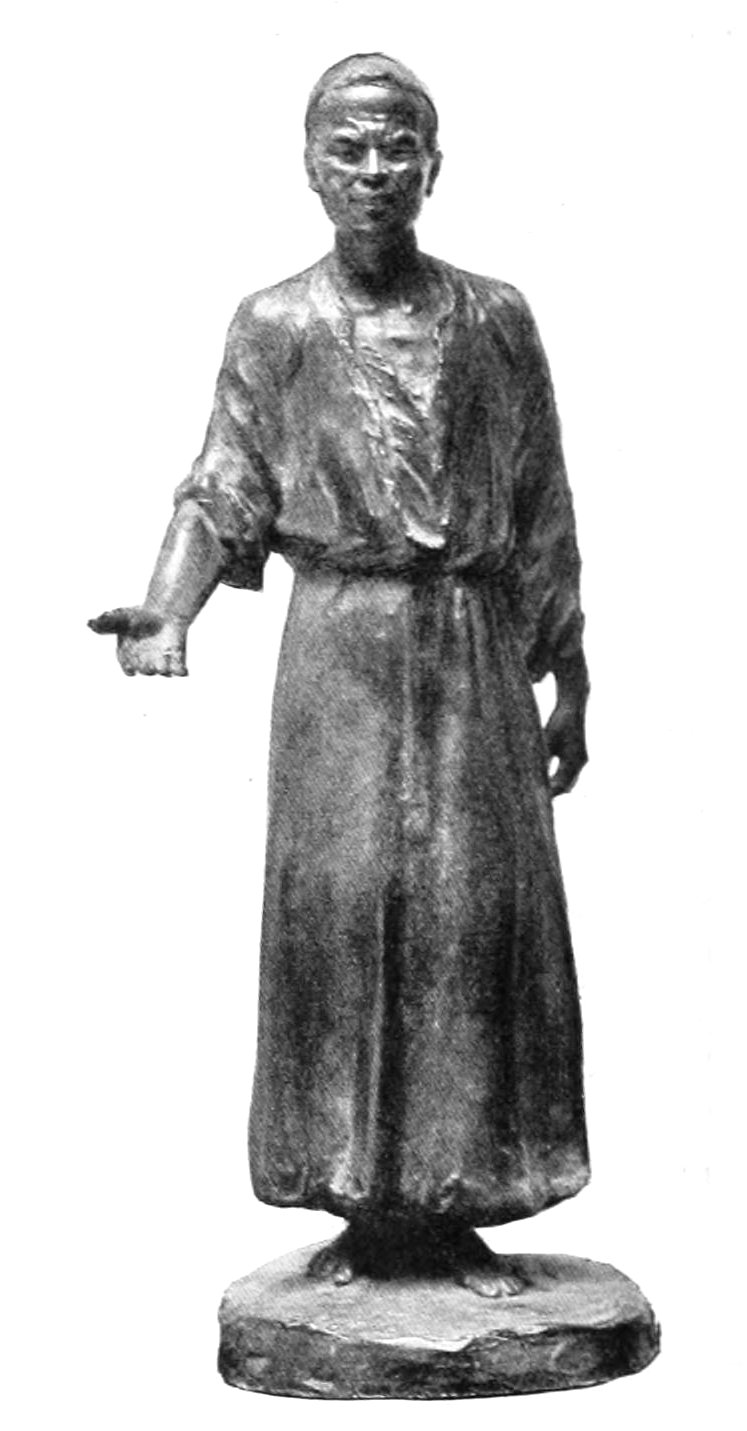
Bakchich !, vers 1911, localisation inconnue.
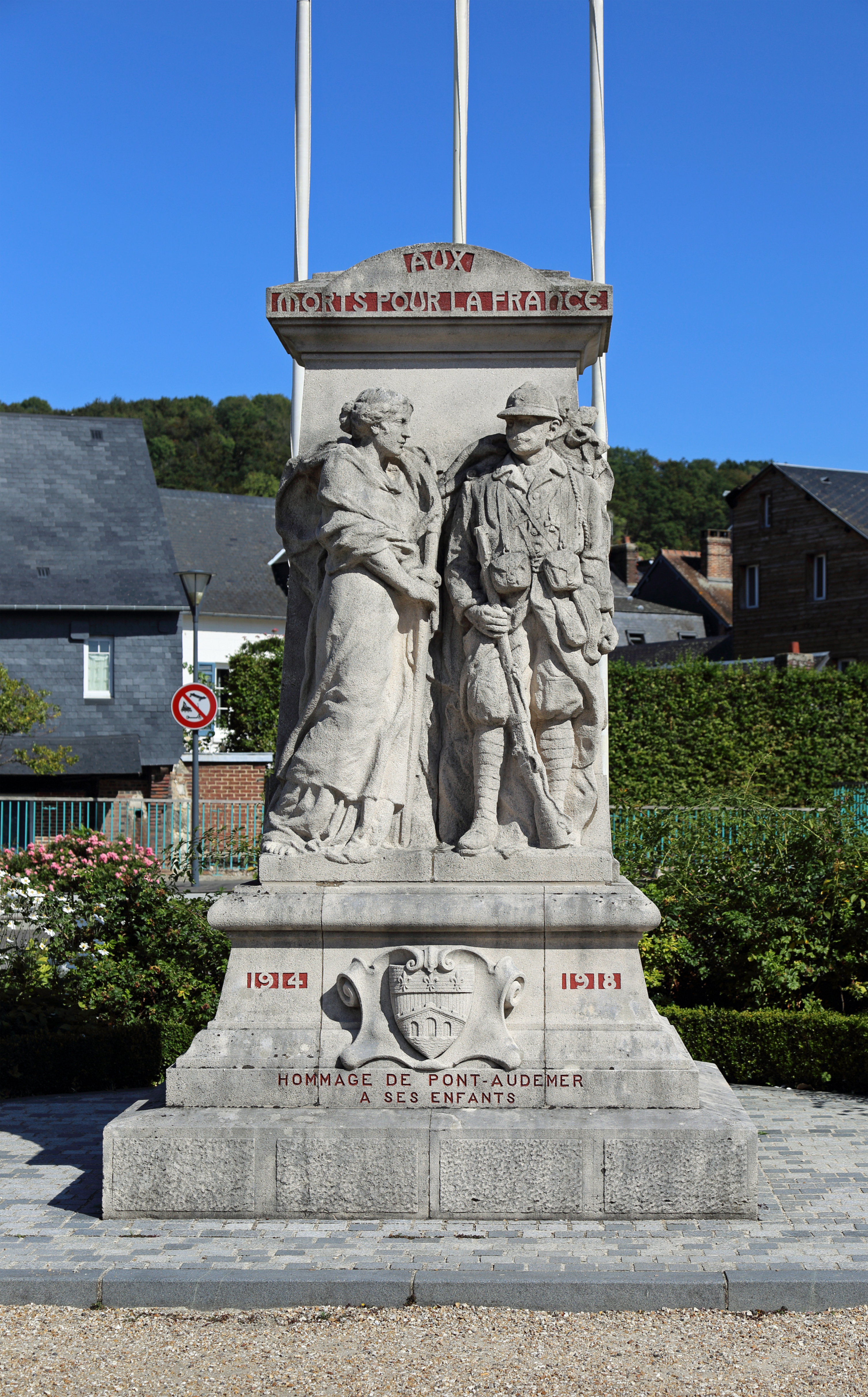
Monument aux morts de Pont-Audemer, vers 1920.
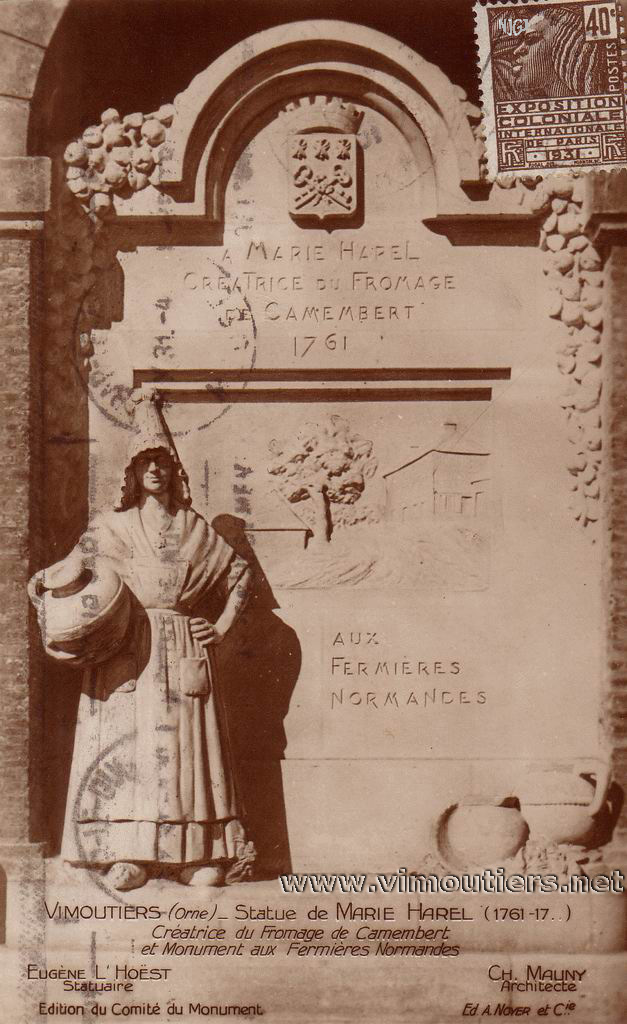
Monument à Marie Harel, créatrice du camembert, ou, La Fermière normande, 1928, Vimoutiers.

## Salons et expositions
Eugène Léon L'Hoëst, est mobilisé en 1914 dans les services de l'aviation. Après la Première Guerre mondiale, il participe au Salon des indépendants et toujours au Salon de la Société des artistes français. Il participe aussi à celui de la Société coloniale des artistes français. En 1921, il y présente Joueur de rita et Musiciens arabes. En 1924, il y envoie Danse rituelle et Porteuse de Berrada, et à celui de 1930, Berger marocain et Fellah à l'enfant, exposé de nouveau en 1935 au palais des Beaux-Arts de Bruxelles.
Le sculpteur participe aussi à l'Exposition coloniale de Marseille de 1922, où il présente une terre cuite intitulée Tête d'Arabe, ainsi que le portrait de Son Excellence El Hadj Thami, Pacha de Marrakech. À l'Exposition coloniale internationale de 1931 à Paris, il propose deux bronzes : Femme à l'enfant et Porteuse d'eau du Soudan. Il participe encore au Salon de la société des peintres orientalistes français de 1933 et à la deuxième Exposition coloniale de Naples en 1934.